# شبرغان
شبرغان هي عاصمة  مقاطعة جوزجان في شمال أفغانستان. يبلغ عدد سكان مدينة شبرغان 175.599 نسمة. وفيها  أربع مقاطعات وتبلغ مساحتها الإجمالية 7335 هكتارًا.  إجمالي عدد المساكن في شبرغان هو 19511 مسكناً.

## الموقع
تقع شبرغان على طول ضفاف نهر ساري بول ، على بعد حوالي 130  كم (81 ميل) غرب مدينة مزار شريف على الطريق الدائري الوطني الرئيسي الذي يربط العاصمة كابل ، بل خمري ، مزار شريف ، شبرغان ، ميمانا ، هراة ، قندهار ، غزنة، وميدان شهر.  يقع مطار شبرغان بين شبرغان ومدينة أقجة.

## المناخ
يظهر الجدول التالي التغييرات المناخية على مدار السنة لشبرغان:
| البيانات المناخية لـشبرغان        | البيانات المناخية لـشبرغان | البيانات المناخية لـشبرغان | البيانات المناخية لـشبرغان | البيانات المناخية لـشبرغان | البيانات المناخية لـشبرغان | البيانات المناخية لـشبرغان | البيانات المناخية لـشبرغان | البيانات المناخية لـشبرغان | البيانات المناخية لـشبرغان | البيانات المناخية لـشبرغان | البيانات المناخية لـشبرغان | البيانات المناخية لـشبرغان | البيانات المناخية لـشبرغان |
| الشهر                             | يناير                      | فبراير                     | مارس                       | أبريل                      | مايو                       | يونيو                      | يوليو                      | أغسطس                      | سبتمبر                     | أكتوبر                     | نوفمبر                     | ديسمبر                     | المعدل السنوي              |
| --------------------------------- | -------------------------- | -------------------------- | -------------------------- | -------------------------- | -------------------------- | -------------------------- | -------------------------- | -------------------------- | -------------------------- | -------------------------- | -------------------------- | -------------------------- | -------------------------- |
| الدرجة القصوى °م (°ف)             | 22.4 (72.3)                | 24.2 (75.6)                | 30.9 (87.6)                | 35.4 (95.7)                | 41.5 (106.7)               | 46.0 (114.8)               | 47.5 (117.5)               | 44.3 (111.7)               | 40.6 (105.1)               | 36.4 (97.5)                | 30.6 (87.1)                | 25.6 (78.1)                | 47.5 (117.5)               |
| متوسط درجة الحرارة الكبرى °م (°ف) | 6.8 (44.2)                 | 9.3 (48.7)                 | 15.8 (60.4)                | 23.7 (74.7)                | 31.1 (88.0)                | 36.9 (98.4)                | 38.9 (102.0)               | 37.2 (99.0)                | 32.0 (89.6)                | 24.0 (75.2)                | 16.7 (62.1)                | 10.6 (51.1)                | 23.6 (74.5)                |
| المتوسط اليومي °م (°ف)            | 2.0 (35.6)                 | 4.9 (40.8)                 | 10.5 (50.9)                | 17.3 (63.1)                | 23.2 (73.8)                | 28.8 (83.8)                | 31.0 (87.8)                | 28.6 (83.5)                | 23.1 (73.6)                | 16.4 (61.5)                | 10.0 (50.0)                | 5.4 (41.7)                 | 16.8 (62.2)                |
| متوسط درجة الحرارة الصغرى °م (°ف) | −1.3 (29.7)                | 1.3 (34.3)                 | 5.7 (42.3)                 | 11.5 (52.7)                | 15.1 (59.2)                | 19.4 (66.9)                | 22.2 (72.0)                | 20.0 (68.0)                | 15.1 (59.2)                | 9.8 (49.6)                 | 4.6 (40.3)                 | 1.5 (34.7)                 | 10.4 (50.7)                |
| أدنى درجة حرارة °م (°ف)           | −20.5 (−4.9)               | −25.7 (−14.3)              | −9.4 (15.1)                | −7.5 (18.5)                | 5.3 (41.5)                 | 8.5 (47.3)                 | 12.9 (55.2)                | 11.6 (52.9)                | 4.3 (39.7)                 | −2.4 (27.7)                | −8.5 (16.7)                | −15 (5)                    | −25.7 (−14.3)              |
| الهطول مم (إنش)                   | 42.3 (1.67)                | 44.3 (1.74)                | 56.4 (2.22)                | 25.9 (1.02)                | 11.2 (0.44)                | 0.2 (0.01)                 | 0.0 (0.0)                  | 0.0 (0.0)                  | 0.2 (0.01)                 | 6.6 (0.26)                 | 13.6 (0.54)                | 29.8 (1.17)                | 230.5 (9.08)               |
| متوسط الأيام الممطرة              | 5                          | 6                          | 9                          | 6                          | 3                          | 0                          | 0                          | 0                          | 0                          | 2                          | 3                          | 4                          | 38                         |
| متوسط الأيام المثلجة              | 5                          | 3                          | 1                          | 0                          | 0                          | 0                          | 0                          | 0                          | 0                          | 0                          | 1                          | 2                          | 12                         |
| متوسط الرطوبة النسبية (%)         | 78                         | 76                         | 71                         | 65                         | 47                         | 34                         | 31                         | 32                         | 35                         | 46                         | 61                         | 74                         | 54                         |
| ساعات سطوع الشمس الشهرية          | 115.3                      | 124.1                      | 162.3                      | 198.2                      | 297.9                      | 364.3                      | 365.9                      | 346.1                      | 304.6                      | 242.9                      | 175.8                      | 125.7                      | 2٬823٫1                    |
| المصدر: NOAA (1964-1983)          |                            |                            |                            |                            |                            |                            |                            |                            |                            |                            |                            |                            |                            |